# ماكس ويتغنير
ماكس ويتغنير (بالألمانية: Max Wegner)‏ (24 مارس 1989 بلوبيكه في ألمانيا - ) هو لاعب كرة قدم ألماني في مركز الهجوم. لعب مع إرتسغيبيرغه آوه وهانوفر 96 وSV Wilhelmshaven ‏ و وفيردر بريمن 2 ‏.

## وصلات خارجية
- ماكس ويتغنير على موقع قاعدة بيانات كرة القدم.إي يو (الإنجليزية)
- ماكس ويتغنير على موقع بيانات كرة القدم. دي إي (الألمانية)
- ماكس ويتغنير على موقع Soccerway.com (الإنجليزية)
- ماكس ويتغنير على موقع عالم كرة القدم.نت (الإنجليزية)